# Didier Goupil
Didier Goupil (* 1963 in Paris) ist ein französischer Schriftsteller, Lehrer, Dramaturg und Drehbuchautor. Er lebt in Toulouse.
Für sein erstes Werk, den Erzählband Maleterre, erhielt er den Prix Thyde Monnier de la Société des Gens de Lettres und den Prix Cino del Duca.
Le jour de mon retour sur terre, eines der ersten Werke, das sich mit dem 11. September auseinandersetzte, fand sich auf der Titelseite von Monde des Livres und wurde u. a. von der New York Times, Le Point, Le Nouvel Observateur und L’Humanité besprochen.

## Werke
- Maleterre et autres nouvelles (Éditions Alfil, 1995)
- Absent pour le moment (Erzählungen, Trabucaire, 1997)
- La Mie des livres (Roman, Le Castor Astral, 1997)
- Anthologie de nouvelles contemporaines (Hatier, 1997)
- Femme du monde (Roman, Éditions Balland, 2001; Neuauflage Le serpent à plumes, 2003)
  - deutsche Ausgabe: Endstation Ritz. Haymon, Innsbruck 2008, ISBN 978-3-85218-550-7.
- Le jour de mon retour sur terre (Roman, Le Serpent à plumes, 2003)
- La lettre à Anna (Roman, Éditions Fayard, 2005)
- Maleterre (Erzählungen, Le serpent à plumes, 2005)
- Castro est mort, (Roman, éditions du Rocher, 2007)
  - deutsche Ausgabe: Castro ist tot! Haymon, Innsbruck 2009, ISBN 978-3-85218-584-2.

- Zu Femme du monde produzierte France-Culture eine Hörspielfassung, basierend auf dem Roman wurde die Theaterfassung Madame erarbeitet, die unter anderem beim Festival in Avignon 2005 (von Schauspielern des Théâtre Mantois) aufgeführt wurde.

- Für den Kurzfilm Un certain goût d’herbe fraîche (Regie: Fabienne Godet, 1994) verfasste er das Drehbuch, dramaturgisch betätigte er sich 1999 (Triple XL).